# Политическое сектантство
Политическое сектантство (лат. Secta) — учение, направление, школа) — совокупность оппозиционных политических взглядов и действий определенных групп единомышленников, которые замыкаются в своих узкоэгоистических интересах, теряют связи с союзниками и социальной базой, отделяются от общеизбранного курса того или иного политического движения, партии, общественной организации и превращаются в замкнутые самоизолированные структуры. 
Идейной основой политического сектантства является догматизм, то есть слепое следование заранее сформулированным положениям, неумение и нежелание творчески относиться к политической теории, учитывать потребности политической практики.
Ошибочность политического сектантства заключается в непонимании меняющихся условий исторического развития,
в неумении приспосабливать к ним практическую деятельность, в пренебрежительном отношении к народным массам.
Политическое использование термина «сектантство» является переносным. До Великой французской революции (1789—1794) процесс образования сект, как учений или идеологических направлений был только религиозным.
В наше время этот процесс является отражением многих социальных, экономических и политических изменений в жизни общества. Обвинения в политическом сектантстве всегда было и остаётся распространенным средством
политической борьбы.
Оппоненты, как правило, обвиняют друг друга в узости политической программы, отсутствии социальной базы, желании раскола.
Так, в советское время в СССР все оппозиционные политические течения признавались сектантскими, антинародными.
История знает немало примеров, когда политические движения и партии, квалифицированные своими
оппонентами как «сектантские», обеспечивали себе значительную социальную базу и одерживали победу над своими политическими противниками на определенном этапе борьбы (якобинцы во Франции, большевики в России и тому подобное).
Политическое сектантство на примере британских леворадикальных групп высмеивалось в фильме «Житие Брайана по Монти Пайтону», где изображены противоборствующие освободительные движения в Иудее I века.